# Pontos extremos da Hungria

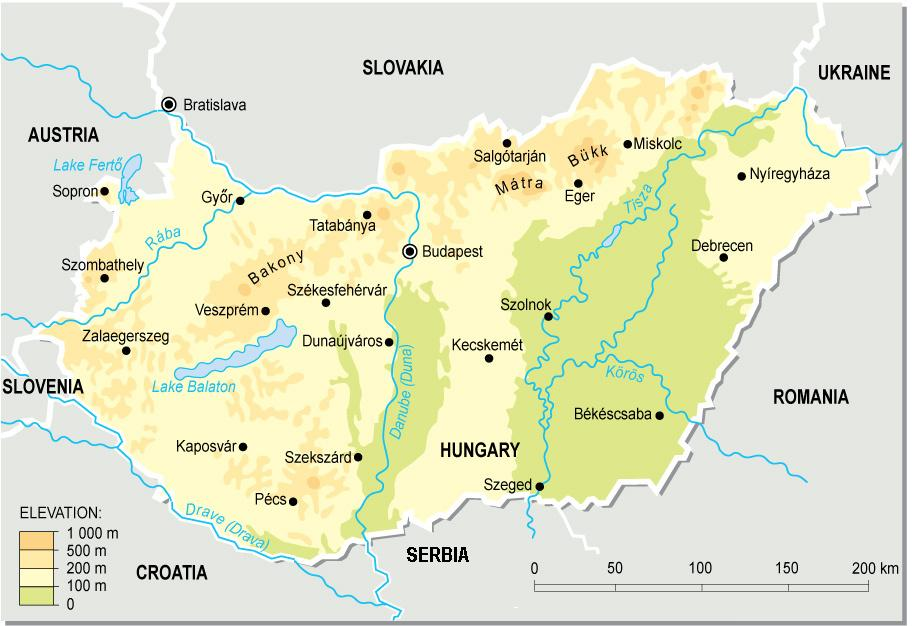
Carta hipsométrica da Hungria

Esta é a lista dos pontos extremos da Hungria, os locais mais a norte, sul, leste e oeste do território húngaro, e os extremos altimétricos.

## Latitude e longitude
- Ponto mais setentrional: Hollóháza, no condado de Borsod-Abaúj-Zemplén (48° 33′ 00″ N, 21° 25′ 00″ L)
- Ponto mais meridional: Kásád, no condado de Baranya (45° 46′ 40,69″ N, 18° 24′ 02,99″ L)
- Ponto mais ocidental: Felsőszölnök, no condado de Vas (46° 52′ 14,12″ N, 16° 09′ 35,03″ L)
- Ponto mais oriental: Garbolc, no condado de Szabolcs-Szatmár-Bereg (47° 56′ 42,61″ N, 22° 51′ 35,75″ L)

## Altitude
- Ponto mais alto: Kékes, 1014 m
- Ponto mais baixo: Rio Tisza perto de Szeged, 78 m